# Sun Java Workstation
Sun Java Workstation is een reeks werkstations die van 2004 tot 2006 op de markt werd gebracht door Sun Microsystems ter vervanging van de eerdere Sun Blade-serie werkstations. De naam verwees naar het Java Desktop System, een desktopomgeving van Sun gebaseerd op GNOME.
Sun Java Workstations gebruikten AMD Opteron-microprocessoren en waren daarmee de eerste werkstations van Sun met een x86-architectuur sinds de kortstondige Sun386i eind jaren tachtig.
Naast Solaris konden Java Workstations ook andere besturingssystemen draaien, waaronder Red Hat Enterprise Linux, SUSE Linux Enterprise Server en Windows XP.
De Java Workstation-serie werd vanaf 2005 vervangen door de Ultra 20 en Ultra 40 werkstations.

## Modellen
| Naam                    | Model | Codenaam     | Platform | CPU                                  | Kloksnelheid (MHz)            | Maximum RAM | Jaartal           |
| ----------------------- | ----- | ------------ | -------- | ------------------------------------ | ----------------------------- | ----------- | ----------------- |
| Java Workstation W1100z | A58   | Metropolis1P | x86-64   | 1× Opteron 144, 146, 148 of 150      | 1,8, 2,0, 2,2 of 2,4 MHz      | 8 GB        | 7/2004 tot 2/2006 |
| Java Workstation W2100z | A59   | Metropolis2P | x86-64   | 2× Opteron 244, 246, 248, 250 of 252 | 1,8, 2,0, 2,2, 2,4 of 2,6 MHz | 16 GB       | 7/2004 tot 4/2006 |